# Bergulme
Die Bergulme (Ulmus glabra Huds., Synonym: Ulmus scabra Mill., Ulmus montana With.), in fachsprachlicher Rechtschreibung Berg-Ulme, ist ein großer Baum aus der Gattung der Ulmen (Ulmus) und gehört in die Familie der Ulmengewächse (Ulmaceae). Seit einigen Jahrzehnten wird sie stark vom Ulmensterben bedroht.

## Beschreibung

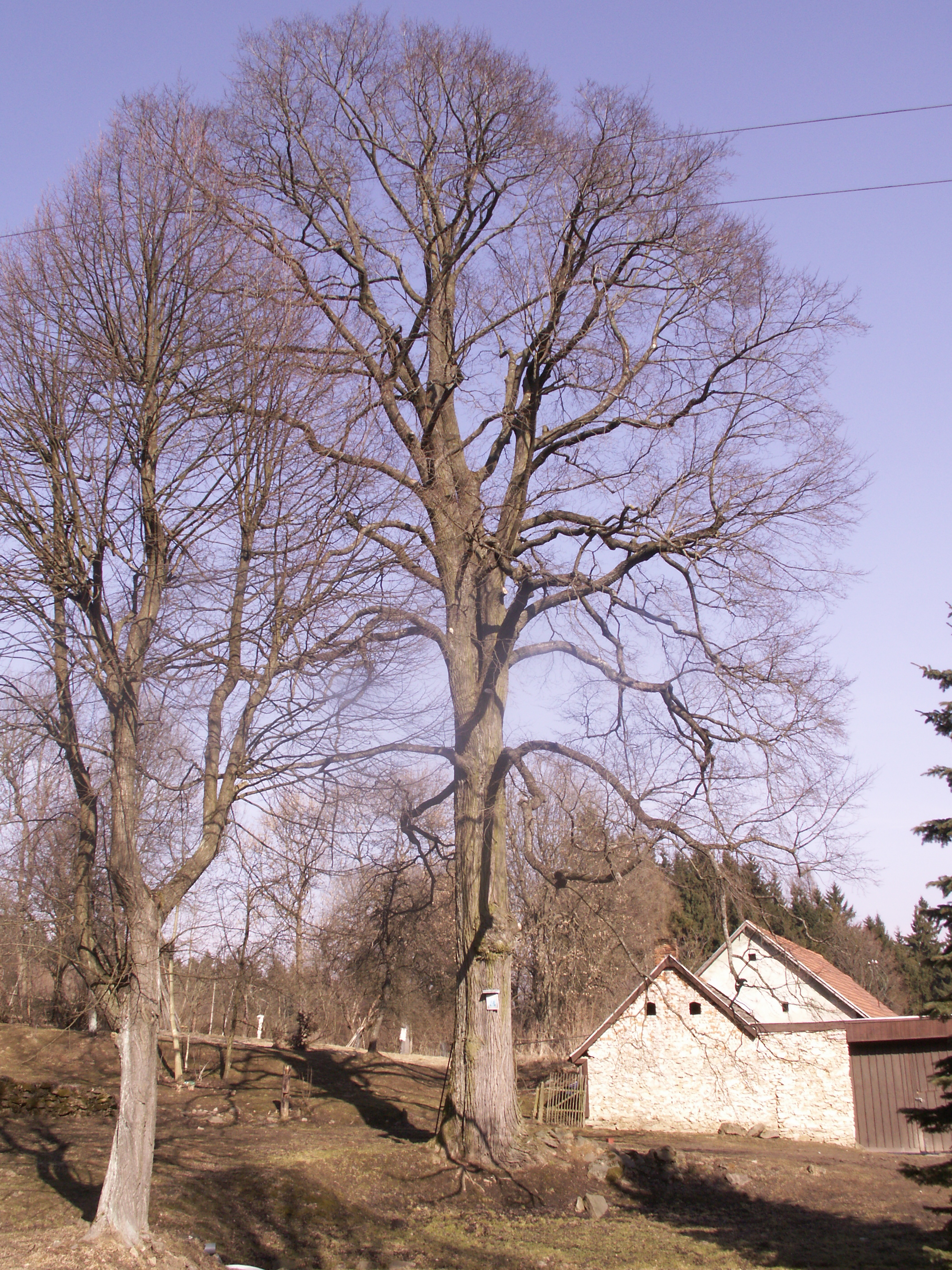
Habitus der Bergulme

Die Bergulme wächst als sommergrüner Baum, sie erreicht Wuchshöhen von bis über 40 Meter und Stammdurchmesser von bis über 2,7 Meter und ein Alter von bis über 400 Jahren. Die jungen Zweige sind olivgrün bis dunkelbraun und abstehend behaart.

### Knospen und Blätter
Die Blütenknospen sind kugelig und die Blattknospen zugespitzt eiförmig. Die Seitenknospen sind vom Zweig abstehend. Die Knospenschuppen sind dunkelbraun/schwarz, abgerundet und deutlich eingekerbt. Beide Knospentypen sind 5–7 mm (maximal 9 mm) lang. Die Knospen sind anfangs rostrot bis bräunlich behaart, später verkahlend und nur noch am Rand der Knospenschuppen bewimpert. Die Blütenknospen treiben in Abhängigkeit von der Witterung in der Zeit von Februar bis April aus, die Laubknospen erst im späten Frühjahr (Mai, Juni). Zu diesem Zeitpunkt sind die Früchte schon weit entwickelt.
Die zweizeilig angeordneten Laubblätter der Bergulme sind kurz gestielt. Die Länge des Blattstiels beträgt 3–6 mm. Er wird oft vom unteren Ende der längeren Seitenhälfte (teilweise) verdeckt. Die 5–16 cm langen Blätter sind elliptisch, eiförmig oder verkehrt-eiförmig, wobei sie dann im oberen Drittel am breitesten sind. Das Blattende ist bespitzt bis schmal zugespitzt oder geschwänzt. Es kommen auch zwei- bis vierspitzige Blätter vor, die neben der normalen Blattspitze jeweils Nebenspitzen aufweisen. Die für Ulmen typische Asymmetrie der Spreitenbasis ist bei der Bergulme nur schwach ausgeprägt, z. B. weniger schwach als bei der Flatterulme. Der Blattrand ist meist grob doppelt gesägt und manchmal im unteren Bereich einfach gesägt. Die Blattoberseite ist dunkelgrün und fühlt sich rau an. Die Blattunterseite ist mittelgrün und auf den größeren Adern fein weißhaarig. Jede Blattseite besitzt 13–20 Seitenadern, die zum Blattrand hin meist gegabelt sind.

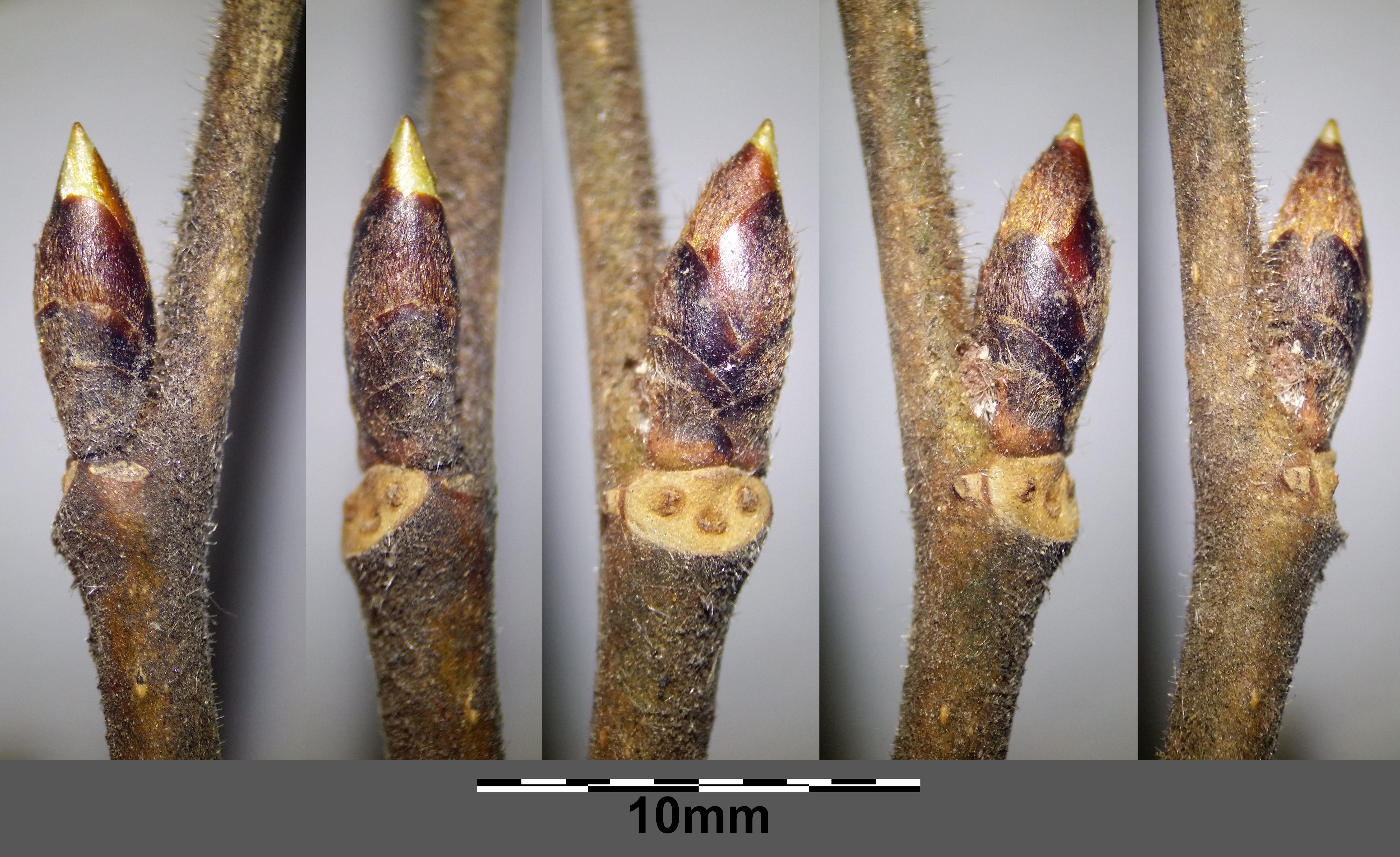
Blatt-Seitenknospe
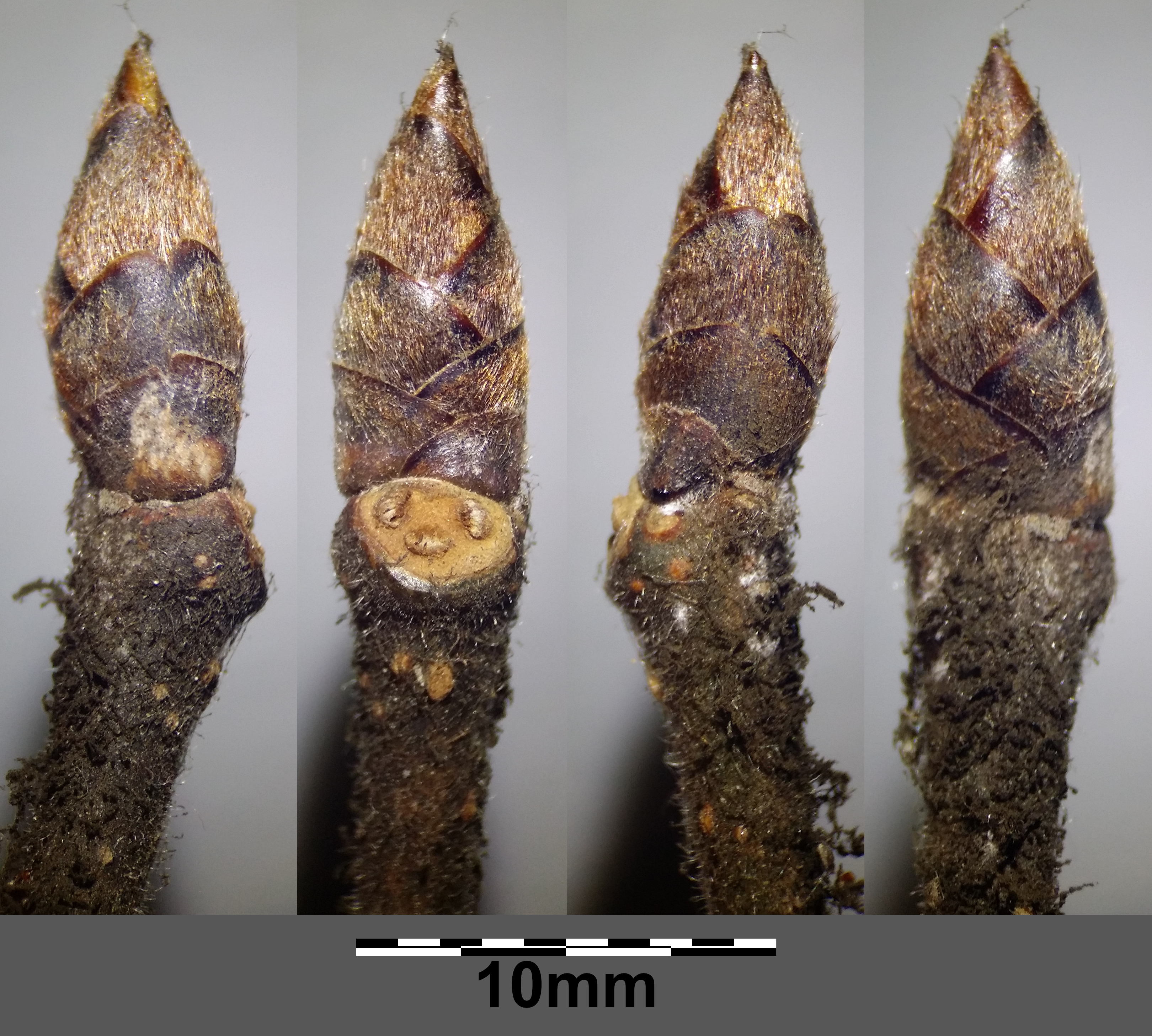
Blatt-Endknospe
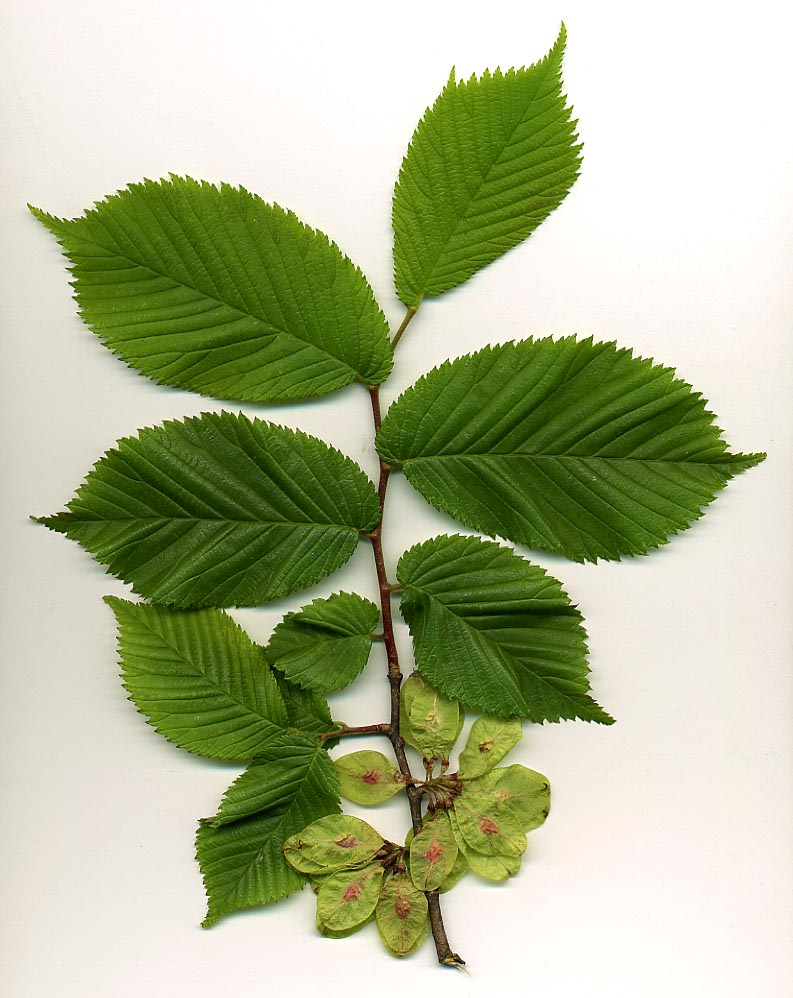
Zweig mit Laubblättern und Früchten

### Blüten und Früchte
Die Blütezeit reicht von März bis April, wobei die unauffälligen, sehr kurz gestielten, kleinen Blüten vor den Blättern erscheinen. Die Blüten stehen dicht und sind zu 20–30 in kugeligen Büscheln vereinigt. Sie haben ein trichterförmiges, hell-grünliches bis rötliches, einfaches Perianth, d. h., dass die Blütenhülle nicht in Kelch und Krone untergliedert ist. Das Perianth ist 4–6-teilig (meist 5-teilig), wobei die Perigonblätter im unteren Bereich miteinander verwachsen sind. Die kurzen Zipfel tragen rosarote Wimpern. Die Blüten sind zwittrig, wobei die 4–6 (meist 5) dunkelvioletten Staubblätter etwas vorstehen. Der Fruchtknoten ist oberständig und trägt eine zweispaltige, drüsige Narbe mit zwei weißlichen oder rötlichen Narbenästen.
Die Früchte der Bergulme sind kurz gestielte, ringsum dünn geflügelte, breit-eiförmige bis rundliche 20–30 mm große Flügelnüsse. Der einzige Samen liegt bei der Bergulme fast in der Mitte der Frucht. Die früh reifenden, grünen Früchte übernehmen die Photosynthese solange die Blätter noch nicht ausgetrieben sind. Die Samenreife erfolgt zwei Monate nach der Blüte.

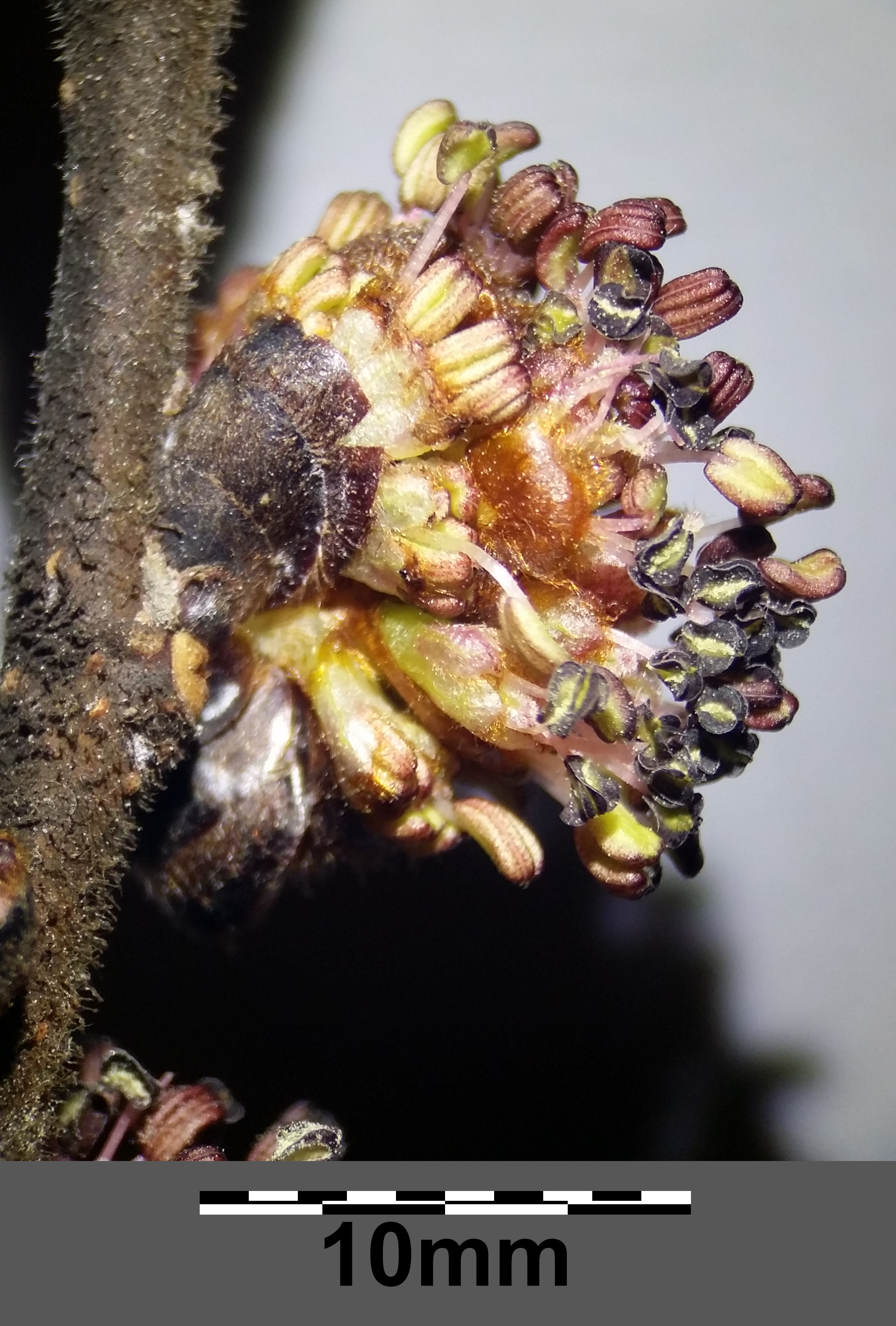
Blütenbüschel mit jüngeren Blüten
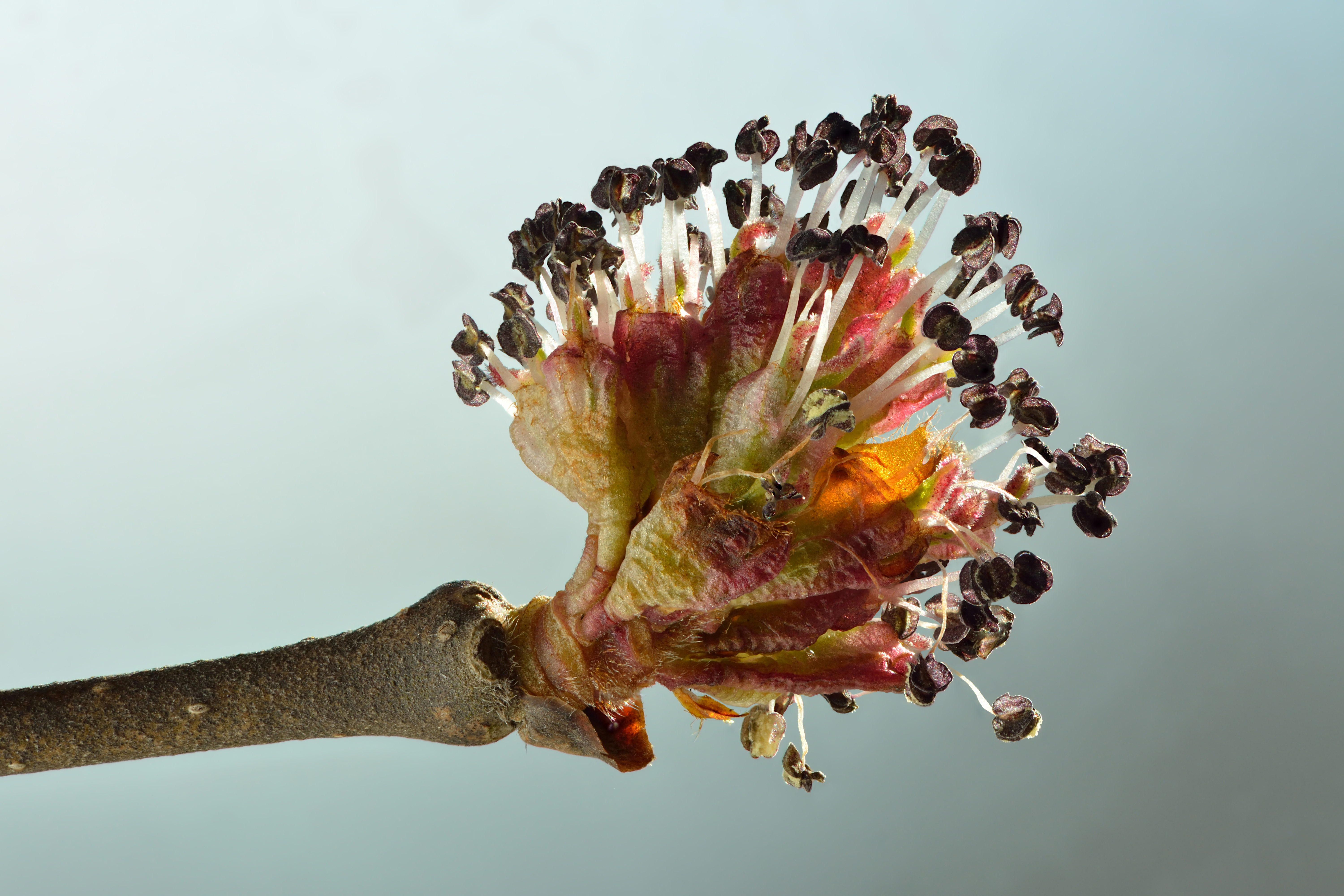
Blütenbüschel mit älteren Blüten
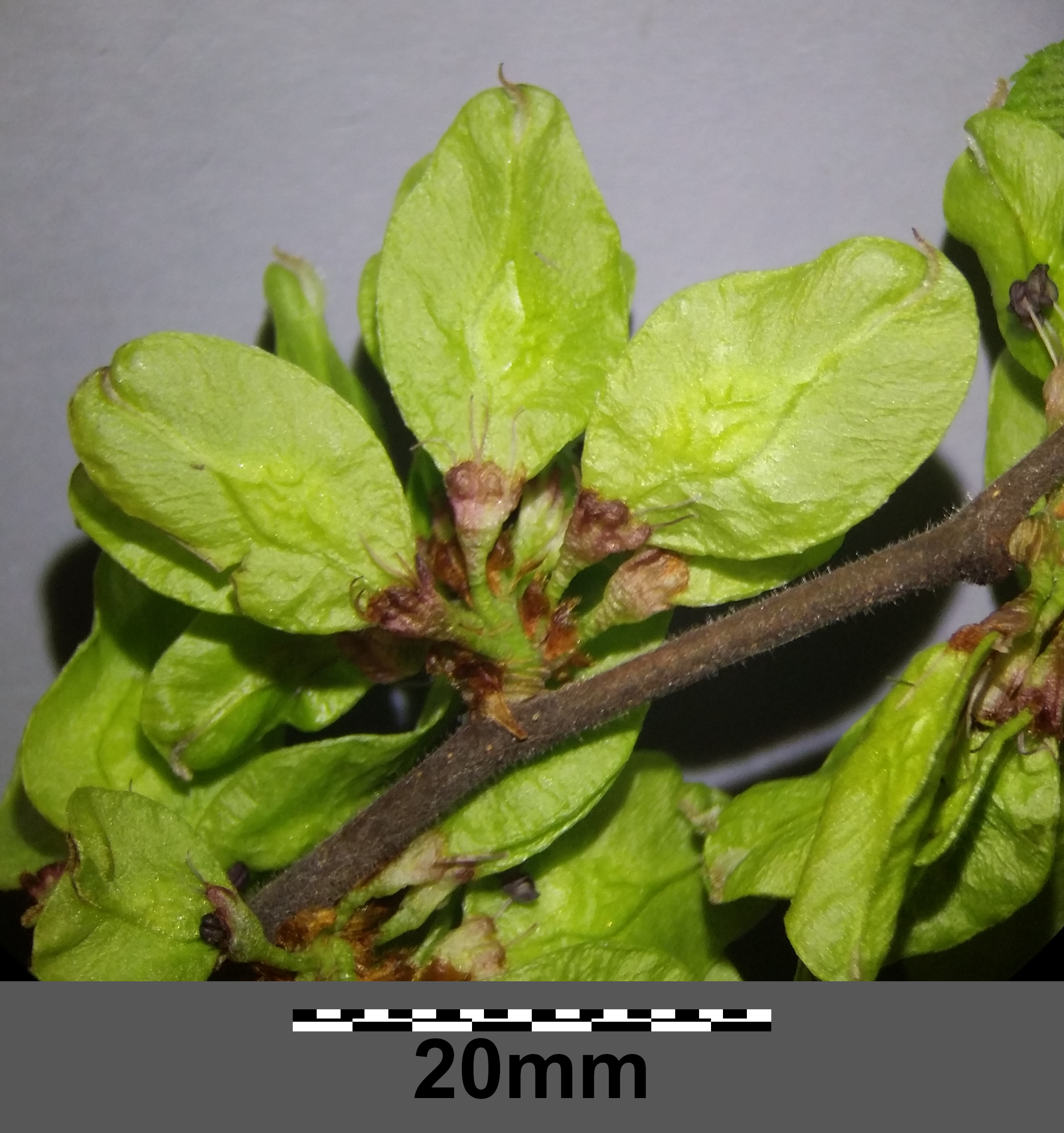
Büschel mit unreifen Früchten
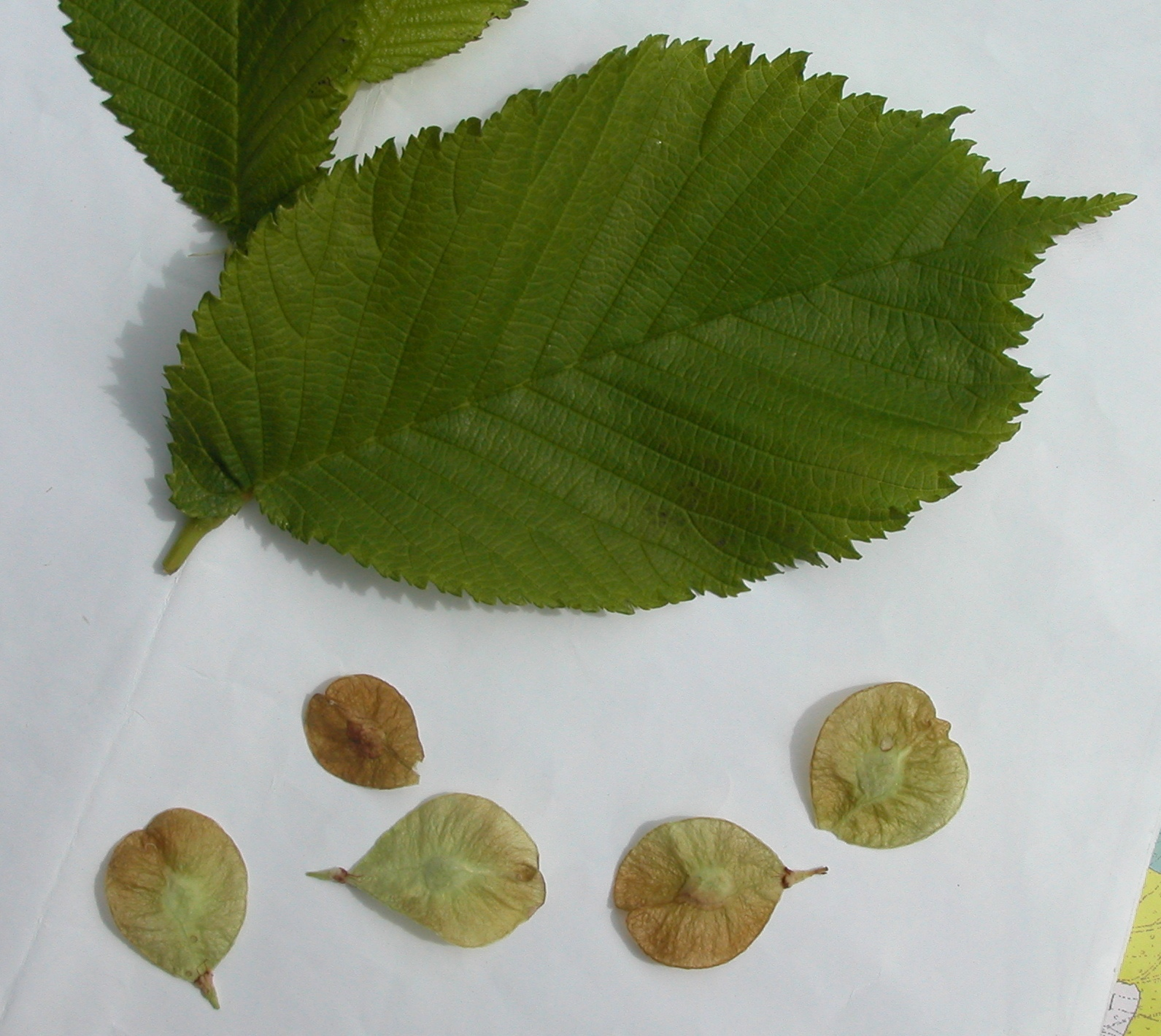
Einzelne, reifere Früchte mit Blatt

### Chromosomensatz
Die Chromosomenzahl beträgt 2n = 28.

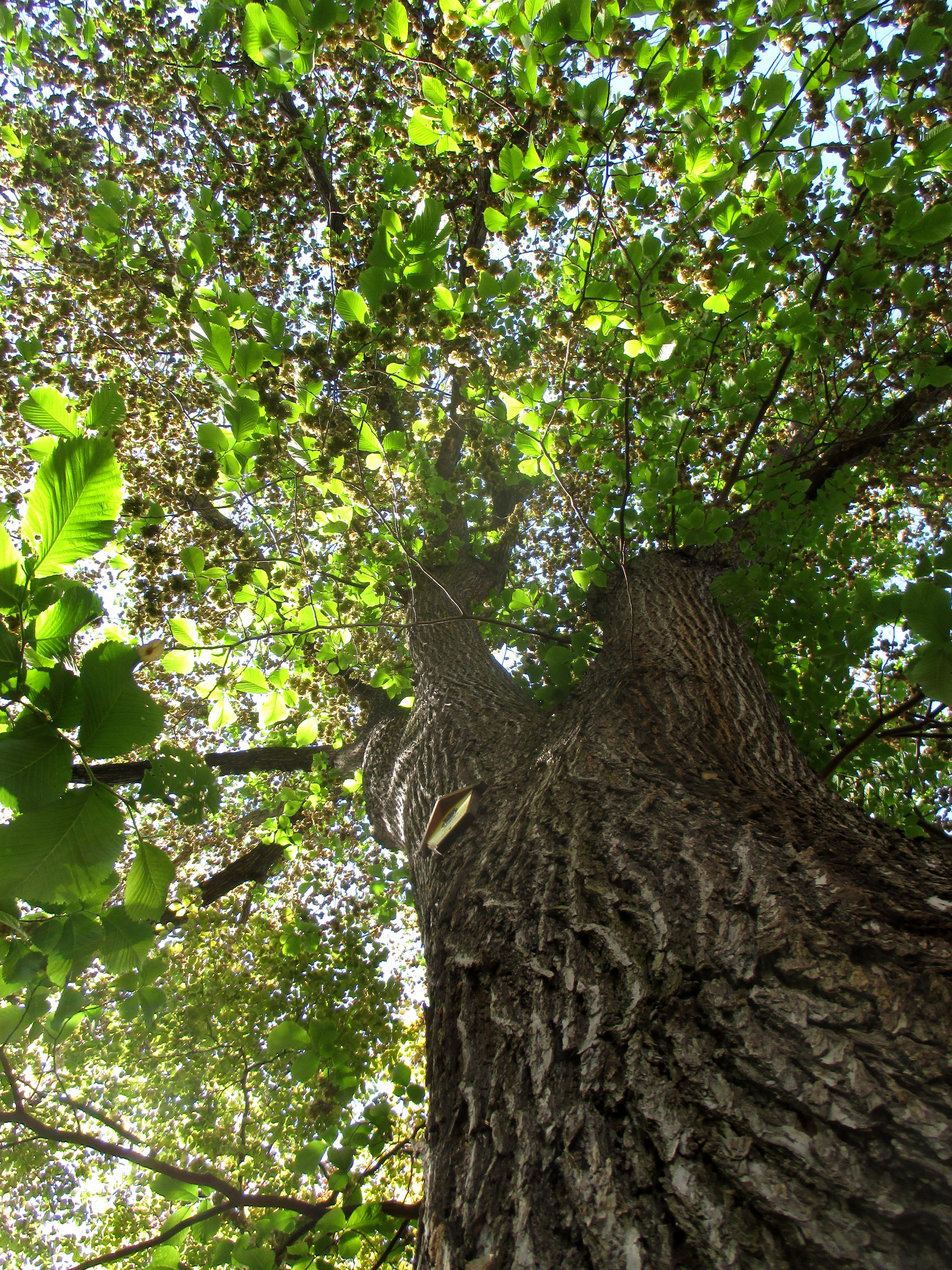
Borke und Blätter einer alten Bergulme in Gotha

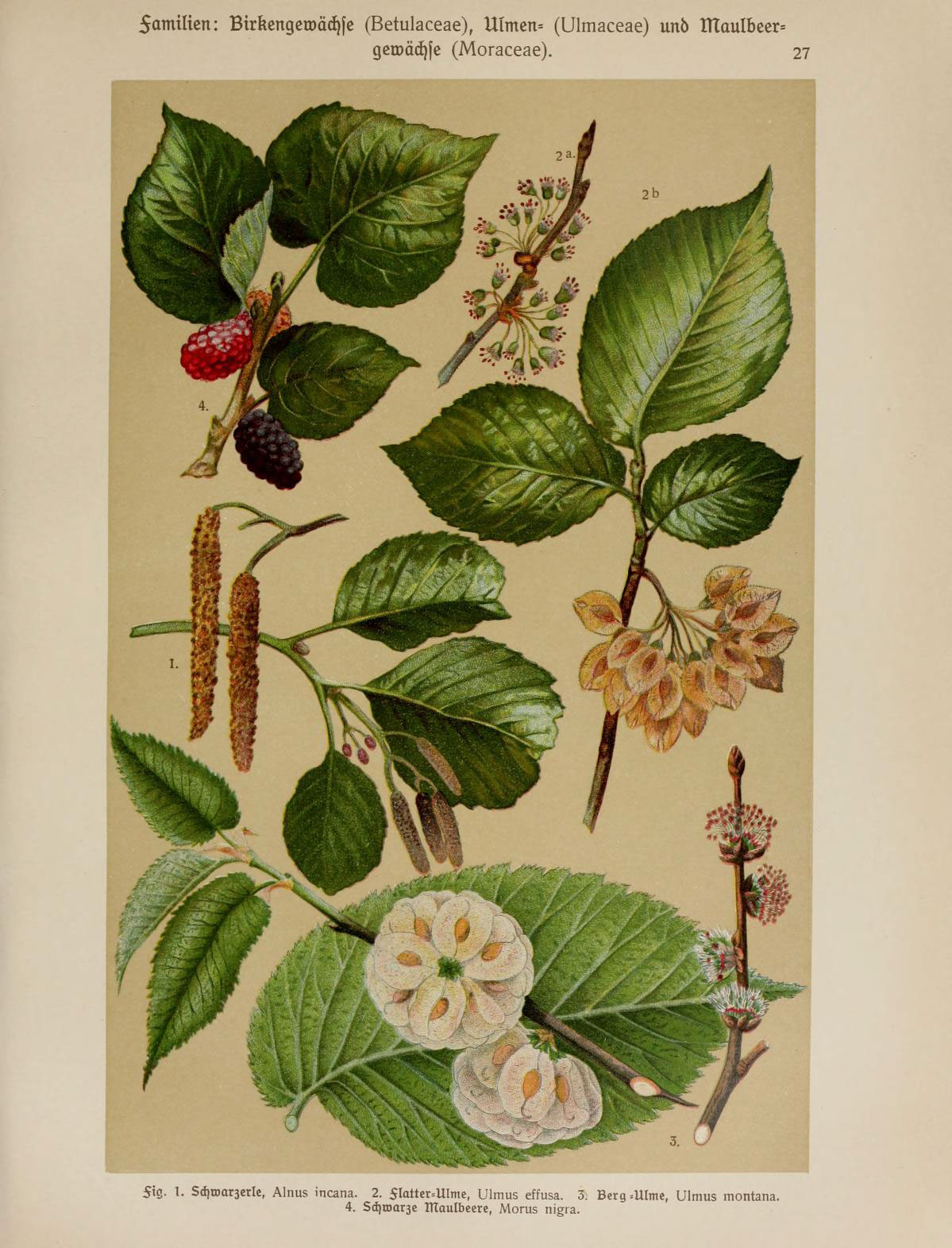
Gegenüberstellung von Bergulme (unten) und Flatterulme (oben rechts) aus Hoffmann-Dennert, Botanischer Bilderatlas, nach dem natürlichen Pflanzensystem, 1911

## Systematik
Die Bergulme (Ulmus glabra) wird wie die Feldulme (Ulmus minor) innerhalb der Gattung Ulmen (Ulmus) in die Untergattung Ulmus und dort in die Sektion Ulmus eingeordnet. Die Berg- und die Feldulme bilden die Holländische Ulme (Ulmus × hollandica) als Hybridform.
Die wie die Berg- und die Feldulme einheimische Flatterulme (Ulmus laevis) ist verwandtschaftlich weiter von der Bergulme entfernt als die Feldulme und wird innerhalb der Gattung Ulmen wie die Amerikanische Ulme (Ulmus americana) in die Untergattung Oreoptelea und dort in die Sektion Blepharocarpus eingeordnet. Im Gegensatz zur Feldulme bildet die Flatterulme auch keinen Hybrid mit der Bergulme.

## Ökologie
Die Berg-Ulme kann bis 400 Jahre alt werden. Die Umtriebszeit in der Forstwirtschaft beträgt 120 bis 140 Jahre. Stamm und Äste werden mehrfach übergipfelt durch Seitensprosse (Verzweigung sympodial monochasial). Die Laubblätter ebenso wie die Seitenzweige sind zweizeilig angeordnet (Lichtschutz). Bei den Ulmen wird die Photosynthese im Frühjahr, bevor die Laubblätter erscheinen, schon von den blattartigen Flügeln der heranreifenden grünen Früchte übernommen.
Bergulmen haben in der Jugend ein Pfahlwurzelsystem. Im Alter bildet sich ein Senkerwurzelsystem mit einer Tendenz zur Herzwurzel (viele Senker aus flach bis schräg streichenden Hauptwurzeln) aus. Die Wurzeln bilden eine Arbuskuläre Mykorrhiza aus, frühere Angaben über eine Ektomykorrhiza wurden nicht bestätigt.
Die Blütenknospen überwintern. Blütenökologisch handelt es sich um den „vorlaufend“, d. h. vor dem Laubaustrieb erscheinenden und windblütigen „Hängeblütigen Typ“. Reste von Pollenkitt, wie er für die Insektenbestäubung üblich ist, sind vorhanden. Die Blüten sind streng vormännliche Zwitterblüten. Reste von Nektardrüsen produzieren am Grunde der Staubblätter Spuren von Nektar, so dass auch an dieser Stelle die prinzipielle Anlage zur Insektenbestäubung zu erkennen ist. Der Pollen ist zudem eine wichtige Bienennahrung im Frühjahr. Die Blühfähigkeit der Bergulme beginnt nach 30 bis 40 Jahren.
Die Flügelfrüchte sind Gleitflieger mit einer Sinkgeschwindigkeit von 0,67 m/s. Sie werden nur bei starkem Wind weit forttransportiert. Auch durch Wasserhaftung an Tieren ist Ausbreitung möglich. Die frühe Fruchtreife wird durch die in den heranreifenden Früchten stattfindende Photosynthese ermöglicht. Die Samen sind Lichtkeimer, aber nur wenige Tage keimfähig.
Die Raupen folgender Schmetterlingsarten sind von der Bergulme als Nahrungsquelle abhängig (Auswahl):
- C-Falter (Nymphalis c-album)
- Ulmen-Fleckenspanner (Abraxas grossulariata)
- Großer Rindenspanner (Hypomecis roboraria)
- Weißstirn-Weißspanner (Cabera pusaria)
- Ulmen-Zipfelfalter (Satyrium w-album)
- Bergulmen-Spanner (Venusia blomeri bzw. Discoloxia blomeri)

## Vorkommen

Verbreitung der Bergulme (grüne Flächen: ursprüngliches Vorkommen, grünes X: isolierte Vorkommen, oranges Dreieck: eingeführt)

Die Bergulme ist fast über ganz Europa verbreitet, von Mittelspanien, Italien und Südosteuropa bis Südskandinavien, von den Britischen Inseln bis zum Ural. Sie ist vom Tiefland bis in eine Höhenlage von etwa 1300 Metern anzutreffen. In den Allgäuer Alpen steigt sie bis zu einer Höhenlage von 1500 Metern auf.
Die Berg-Ulme kommt zerstreut in Schluchtwäldern und schattigen Hangwäldern vor. Sie bevorzugt sickerfeuchte, nährstoff- und basenreiche, auch bewegte Lehm- und Tonböden. Nach Ellenbergs Zeigerwerten ist sie ein Mäßigwärmezeiger, ein Schwachsäure- bis Schwachbasezeiger, an stickstoffreichen Standorten wachsend und eine Verbandscharakterart der Linden-Ahorn- und Ahorn-Buchen-Mischwälder (Tilio platyphylli-Acerion pseudoplatani).

## Gefährdung
Das bekannte Ulmensterben wird durch den Schlauchpilz Ophiostoma ulmi verursacht. Er lebt in den Tracheen der jüngsten Jahresringe und regt zur Verthyllung an, die zur Verstopfung der Tracheen und damit zum Absterben des Baumes führt. Der Pilz wird durch einen Borkenkäfer, den Ulmensplintkäfer (Scolytus scolytus) übertragen, vor allem, wenn die Bäume – wie in Anpflanzungen an Straßen – ungünstige Standortbedingungen haben und eng beisammenstehen. Die Krankheit wird durch Grundwasserabsenkung deutlich gefördert. Erkrankte Äste (oder auch die ganzen Bäume) sollten sofort beseitigt werden.

## Verwendung

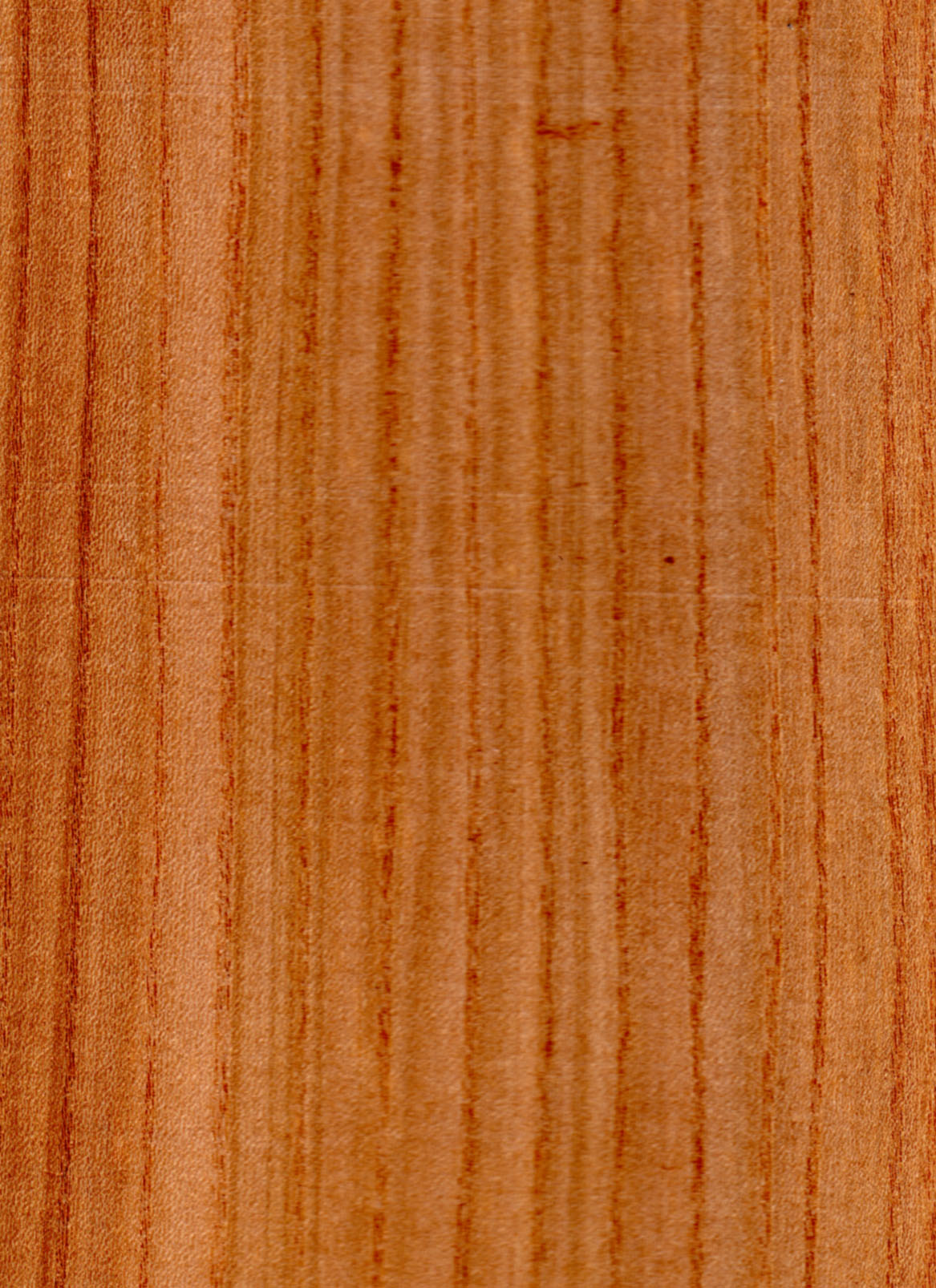
Holz der Bergulme

Auch als Alleebaum wird sie gepflanzt. Mancherorts zählen Bergulmen zum Baumbestand in städtischen Anlagen. Zahlreiche alte Bergulmen sind als Naturdenkmale geschützt, beispielsweise eine Bergulme in der Altstadt von Gotha (Lutherstraße).
Das mittelschwere, elastische und zähe, moderat beständige Holz der Berg-Ulme zeigt eine schöne Maserung, ist schön gezeichnet. Es ist unter der Bezeichnung „Rüster“ im Handel und liefert vor allem Furnier für Möbel und den Innenausbau. Auch zum Drechseln wird es verwendet. Das Kernholz der Bergulme ist blassbraun.

## Rekorde und Auszeichnungen
Der älteste, dickste und größte Baum der Art in Europa war die „Bergulme am Grenzhammer“ im thüringischen Ilmenau, die 2015 einem Unwetter zum Opfer fiel. Nach bisherigen Erkenntnissen war sie die einzige, die gegen den Pilzbefall immun war, welcher durch den Ulmensplintkäfer hervorgerufen wird.
Die Bergulme wurde 1992 zum Baum des Jahres gewählt.